# Enterobacteriaceae
Le enterobatteriacee (Enterobacteriaceae Rahn, 1937) sono un'ampia famiglia di batteri, il cui habitat naturale è costituito dall'intestino dell'uomo e di altri animali. Questi batteri sono accomunati da caratteristiche antigeniche e biochimiche tipiche dell'intero gruppo. Resta difficile classificare gli stessi, in base a queste caratteristiche, in gruppi nettamente distinti, in quanto molti batteri presentano caratteri intermedi, ma dal punto di vista pratico questo è comunque necessario nella diagnostica medica.

## Descrizione
Tutte le enterobatteriacee sono bacilli Gram-negativi, asporigeni. Possono essere mobili o immobili, quasi tutti provvisti di pili. Sono Aerobi-anaerobi facoltativi e normali terreni di coltura consentono la loro crescita.
Se coltivati in presenza di ossigeno, ovvero in aerobiosi, le enterobatteriacee sono produttori di citocromi e attraverso il ciclo di Krebs ricavano energia ossidando l'acido piruvico. Alla prova dell'ossidasi risultano negativi, non possedendo il citocromo c.
Per i generi Escherichia, Shigella, Edwardsiella e Salmonella il cianuro di potassio a piccole concentrazioni ne impedisce la crescita nel terreno di coltura.
In ambiente privo di ossigeno (anaerobiosi) attraverso la fermentazione possono utilizzare il glucosio, producendo acidi e talora anche gas. Questa proprietà e la mancanza di citocromo c costituiscono due caratteristiche di rilievo nella differenziazione delle enterobatteriacee dagli altri batteri Gram-negativi, i quali utilizzano il glucosio solo attraverso un processo ossidativo e sono ossidasi positivi. Il test specifico è il MR-VP.

## Classificazione
I caratteri biochimici, rappresentano i criteri per identificare i vari generi e possono essere raggruppati in quattro categorie, secondo le seguenti caratteristiche:
- Utilizzo di alcuni substrati come fonte unica di carbonio.
- presenza di peculiari enzimi.
- prodotti del metabolismo specifici.
- capacità di fermentare alcuni zuccheri.

## Caratteri antigenici
La superficie della cellula delle enterobatteriacee vede la presenza di molecole di lipopolisaccaride, caratteristica comune di tutti i batteri Gram-negativi.
Questa molecola contribuisce alla proprietà tossica di questi batteri (endotossina) con la sua componente lipidica e, allo stesso tempo, costituisce, con la sua porzione polisaccaridica, la componente antigene di superficie, denominata antigene O.
Più in superficie rispetto all'antigene O è possibile individuare, in molti batteri di questo gruppo,  uno strato di polisaccaridi acidi, come una sorta di capsula mucosa, a volte anche ben evidente. Questa parte, se presente, costituisce un altro antigene, detto antigene K per tutte le enterobatteriacee in cui è presente, ad esclusione delle salmonelle dove prende il nome di antigene Vi.
Se le enterobatteriacee presentano l'antigene K o Vi con i sieri che presentano anticorpi rivolti contro l'antigene O, per problemi di tipo spaziale o perché esso risulta mascherato dagli altri antigeni (K;Vi) più superficiali, questi anticorpi specifici non provocano la formazione di agglomerati dell'antigene facendolo precipitare. Questo processo è definito agglutinazione fenomeno verificabile anche nel sangue (agglutinazione del sangue).
Tuttavia un semplice riscaldamento dei batteri a 100 °C rimuove l'antigene K.
Infine nelle enterobatteriacee che presentano mobilità vi è un altro antigene, costituito dalle proteine dei flagelli, detto antigene H, anch'esso eliminabile dal calore essendo formato da proteine.

## Azione patogena
Le enterobatteriacee sono responsabili di varie manifestazioni infettive, suddivisibili, in generale nel seguente modo:
- infezioni sistemiche, causate dalle febbri enteriche, quali febbre tifoide e paratifo. L'infezione non si limita al tratto intestinale ma si diffonde a tutto l'organismo, attraverso una diffusione ematica e\o linfatica.
- infezioni esclusivamente intestinali, costituite da gastroenteriti o enteriti. Sono causate da batteri di stipiti specifici del genere Escherichia, del genere Salmonella e Shigella. I sintomi sono diarroici e dissenterici. I batteri di questo gruppo possono essere invasivi e non invasivi. Shigelle e Salmonelle (e alcuni tipi di Escherichia coli) sono invasivi per la porzione distale dell'intestino tenue e per l'intestino crasso. Essi causano alterazioni infiammatorie della mucosa, aumentando le secrezioni e diminuendo il riassorbimento d'acqua con i conseguenti sintomi dissenterici. Non producono tossine. I non-invasivi sono esclusivamente tipi di Escherichia coli che producono esotossine e non procurano lesioni alla mucosa, ma ne stimolano la secrezioni, inducendo sintomi diarroici.
- infezioni extraintestinali, costituite da infezioni urinarie prevalentemente, quasi sempre causate da alcuni tipi di Escherichia coli.